# August Oetker

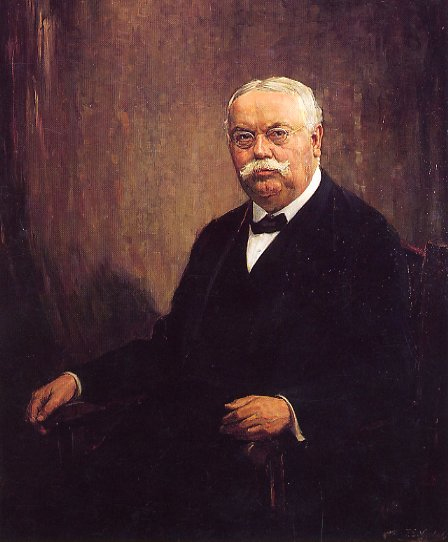
Porträt August Oetker

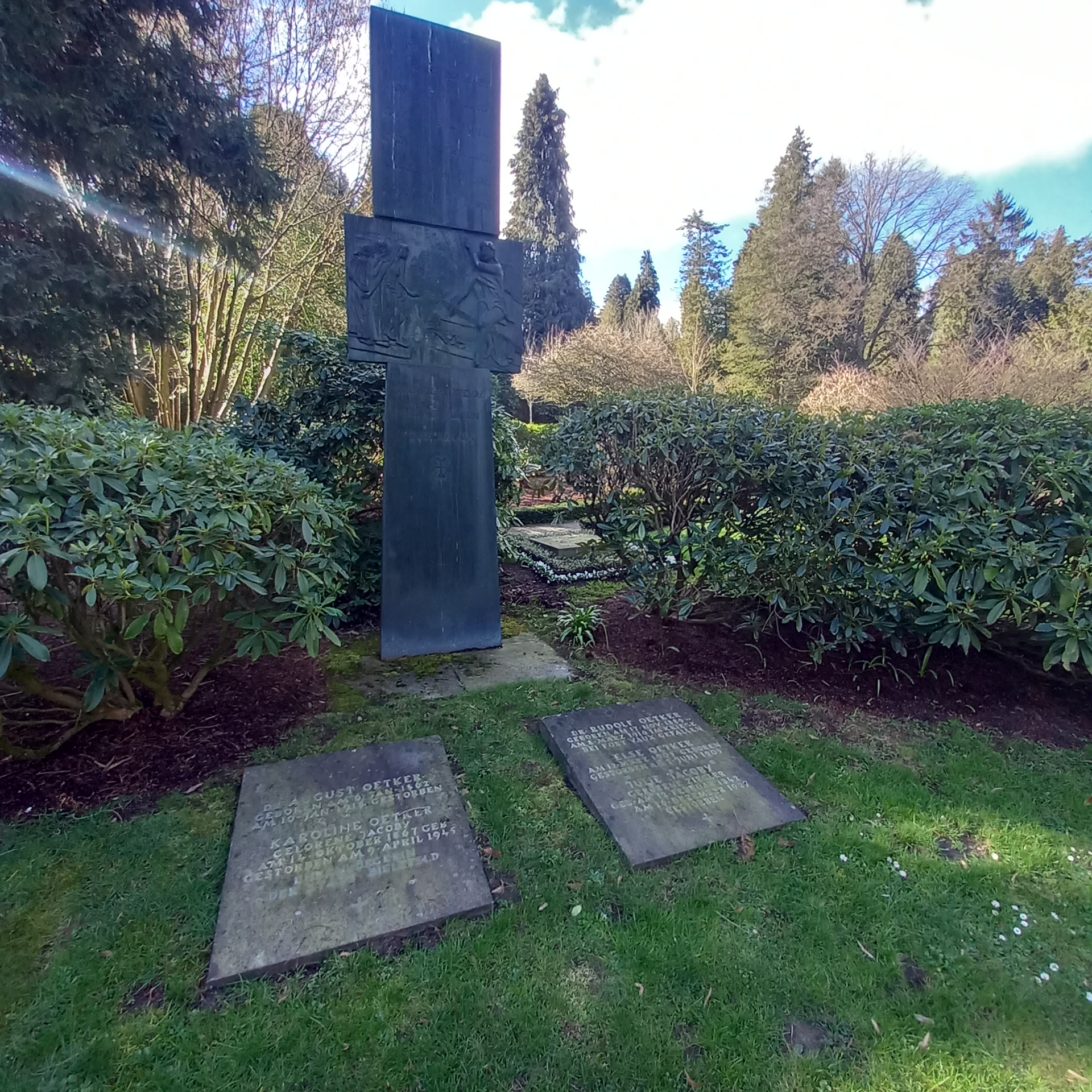
Das Grab von August Oetker und seiner Ehefrau Karoline geborene Jacoby im Familiengrab auf dem Johannisfriedhof in Bielefeld

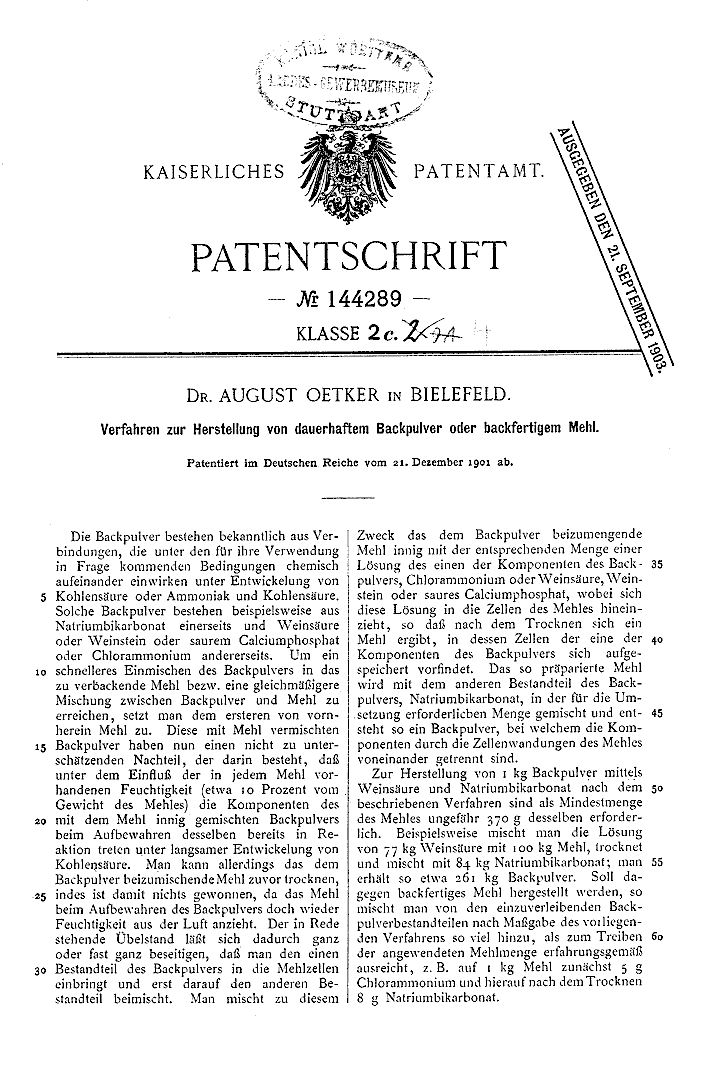
Patentschrift vom 21. September 1903

August Oetker (* 6. Januar 1862 in Obernkirchen; † 10. Januar 1918 in Bielefeld) war ein deutscher Unternehmer und Gründer der heutigen Oetker-Gruppe.

## Leben
August Oetker wurde am 6. Januar 1862 als Sohn von August Adolph Oetker und Bertha Oetker geboren. Sein Vater war Bäckermeister, seine Mutter Tochter eines Rechtsanwaltes. Er hatte zwei Geschwister. Nach der Bürgerschule ging er auf das Adolfinum-Gymnasium in Bückeburg, wo er das Abitur im Jahr 1878 ablegte. Daran schloss er eine Lehre zum Apotheker in der Ratsapotheke in Stadthagen an. Dazu musste Oetker jeden Tag rund 16 Kilometer (rund 8 km pro Strecke) vom heimatlichen Obernkirchen zu Fuß gehen. 1881 bestand er die Prüfung mit der Note gut. Anschließend begannen seine Wanderjahre. Zunächst in Langen bei Offenbach, danach einige weitere unbekannte Stationen. Vermutlich 1884 kam er nach Hanau in eine Firma, die vor allem Gerätschaften für Apotheken produzierte. Hier lernte er seine spätere Frau Karoline kennen. Doch zunächst begann Oetker das Studium der Naturwissenschaften in Berlin und studierte dieses Fach vier Semester lang. Er schloss das Studium mit der Note sehr gut ab. Anschließend begann er seine Dissertation zum Thema Zeigt der Pollen in den Unterabtheilungen der Pflanzen-Familien charakteristische Unterschiede? im Fachgebiet Botanik, die er 1888 erfolgreich an der Universität Freiburg abschließen konnte.
Oetker startete sein Berufsleben mit einigen ersten erfolglosen unternehmerischen Versuchen in Berlin, wohin er mit seiner Frau Karoline Friederike Oetker gezogen war. Am 20. März 1889 hatte er die junge Frau aus Hanau geheiratet, am 17. November 1889 wurde sein Sohn Rudolf geboren. 1891 erwarb er die Aschoffsche Apotheke in Bielefeld und betrieb dort sowie in der Bäckerei Müller die Entwicklung eines Backtriebmittels, das ein Gelingen des Gebäcks gewährleisten sollte. Die Idee dafür stammte von seinem in den USA lebenden Vetter, Louis Dohme, der vom dortigen Vertrieb des „Professor Horsford's Phosphatic Baking Powder“-Backmittels berichtet hatte. Dabei gelang es August Oetker, ein haltbares und geschmacksneutrales Backtreibmittel herzustellen.
Ab 1893 füllte Oetker sein Backpulver ab, anfangs in der Küche seiner Frau, die ihn wegen des vielen Staubs aus dem Haus warf. Somit zog er in die Garage aber auch diese wurde in kurzer Zeit zu klein, so wurde die Fabrik in Bielefeld in der Lutterstraße gebaut, wo die Firma auch heute noch ihren Stammsitz hat. Mit seinem Backpulver, dem er den Namen „Backin“ und für alle Kuchen eine „Gelinggarantie“ gab, legte er den Grundstein für die Oetker-Gruppe, die es noch heute in unveränderter Rezeptur herstellt. Der Verkauf eines Tütchens erfolgte zum Preis von 10 Pfennigen (an diesem Preis wurde 70 Jahre im Unternehmen festgehalten) und erfolgte von Anfang an mit entsprechenden Anleitungen und Erklärungen zur Verwendung des Backins. Die Abmessung des Tüteninhaltes war auf die Verwendung für 500 Gramm (1 Pfund) Mehl ausgerichtet. Am 21. September 1903 ließ Oetker sein „Verfahren zu Herstellung von dauerhaftem Backpulver oder backfertigem Mehl“ patentieren. Mit der Geschäftsidee, Backpulver in Kleinmengen zum Privatgebrauch zu vermarkten, legte August Oetker den Grundstein zu seinem späteren Erfolg. Doch seine Idee war nicht das Backpulver, sondern die Anwendung. Über 30 Jahre vor Oetker hatte bereits Eben Norton Horsford, ein früherer Student von Justus Liebig, ein Backpulver erfunden, das in den USA als baking powder Bäckern empfohlen wurde.
Bereits ein Jahr später wurde das Sortiment um weitere Produkte, die „Original-Puddings“ erweitert. Der Erfolg dieser ersten Schritte im Verkauf war darauf zurückzuführen, dass August Oetker von Beginn an eine klare Marketingstrategie verfolgte. So wurde den Produkten kostenlose Anwendungsbeispiele, Rezepte und Empfehlungen beigefügt. In Versuchs- und Vorführküchen wurde die garantierte Wirksamkeit der Produkte demonstriert. Gezielte Werbeslogans wurden eingesetzt und seit 1899 das bis heute bekannte „Dr. Oetker“-Warenzeichen verwendet. Gefördert wurde der Verkauf der Dr.-Oetker-Produkte 1908 durch den Aufbau einer eigenen Werbeabteilung, deren Budget ca. 6 % des Umsatzes betrug. 1910 wurden die ersten Dr.-Oetker-Kochbücher verlegt und eigens zur weiteren Verbreitung ein Kino-Werbefilm „Backpulver, was sonst“ hergestellt und verbreitet.
Dank der geschickten Vermarktung fanden die Produkte reißenden Absatz, und aus seiner Apotheke wurde schnell ein erfolgreiches Unternehmen. Bereits im Jahr 1900 baute Oetker die erste Fabrik an der Bielefelder Lutterstraße – der heute bestehende Firmensitz – und verkaufte bis 1906 bereits 50 Millionen Päckchen Backin. Ein weiterer Aspekt seines unternehmerischen Handelns bestand darin, dass er ab 1907 zunehmend seine Mitarbeiter am Erfolg der Firma beteiligte. Soziale Bedingungen am Arbeitsplatz, kostenfreie Pausengetränke, Betriebsausflüge und auch die Wahl eines Betriebsausschusses gehörten zum normalen Bild am Arbeitsplatz der Beschäftigten.
1903 gehörte August Oetker mit zu den Begründern eines „Verbandes der Fabrikanten von Markenartikeln“. Weil das Unternehmen ständig wuchs, wurde 1914 der Sohn Rudolf mit in die Geschäftsführung einbezogen. Während des Ersten Weltkrieges wurde dieser, als Kommandeur einer Einheit von 200 Soldaten, bei Verdun tödlich verwundet. Den Tod seines Sohnes hat August Oetker nie überwunden, erkrankte 1917 selbst schwer und setze deshalb seinen langjährigen Mitarbeiter Fritz Behringer als Geschäftsführer und Teilhaber ein. Im Testament wurde allerdings verfügt, dass das Unternehmen im Familienbesitz bleiben wird und später durch den am 20. September 1916 geborenen Enkel Rudolf weitergeführt werden sollte.
Am 10. Januar 1918, vier Tage nach seinem 56. Geburtstag, starb August Oetker. Seine Grablege befindet sich auf dem Bielefelder Johannisfriedhof.
Sein Enkel Rudolf-August Oetker übernahm 1947 das Unternehmen, diesem folgte August Oetker der Jüngere.

## Werke
- Dr. A. Oetkers Grundlehren der Kochkunst sowie preisgekrönte Rezepte für Haus und Küche. 1895 (eText bei Project Gutenberg)

## Dokumentation
- Deutsche Dynastien – Die Oetkers. Dokumentarfilm, Deutschland, 2010, 44 Min., ein Film von Manfred Oldenburg, Produktion: WDR, Reihe: Deutsche Dynastien, Erstausstrahlung: ARD, 15. November 2010, Online-Video und Inhaltsangabe (Memento vom 20. Januar 2011 im Internet Archive) der ARD.